# Circuit de Borsele 2007
La 6e édition du Circuit de Borsele a lieu le 12 mai 2007. La course fait partie du calendrier international féminin UCI 2007 en catégorie 1.2. Elle est remportée par la Néerlandaise Marianne Vos.

## Récit de la course
Marianne Vos domine dans un sprint à deux Regina Bruins. Derrière, Ellen van Dijk devance Roxane Knetemann.

## Classements

### Classement final
| \| Classement général \| Classement général \| Classement général \| Classement général \| Classement général \| \| Coureur \| Coureur \| Pays \| Équipe \| Temps \| \| ------------------ \| ------------------ \| ------------------ \| --------------------------- \| ------------------ \| \| 1re \| Marianne Vos \| Pays-Bas \| DSB Bank \| 3 h 10 min 43 s \| \| 2e \| Regina Bruins \| Pays-Bas \| Ton Van Bemmelen-Odysis \| + 0 s \| \| 3e \| Ellen van Dijk \| Pays-Bas \| Vrienden van het Platteland \| + 1 min 18 s \| \| 4e \| Roxane Knetemann \| Pays-Bas \| AA Drink-Cycling Team \| + 1 min 18 s \| \| 5e \| Lizzie Armitstead \| Royaume-Uni \| \| + 2 min 16 s \| \| 6e \| Trine Schmidt \| Danemark \| Flexpoint \| + 2 min 16 s \| \| 7e \| Liesbet De Vocht \| Belgique \| Lotto-Belisol Ladiesteam \| + 2 min 16 s \| \| 8e \| Kirsten Wild \| Pays-Bas \| AA Drink-Cycling Team \| + 2 min 19 s \| \| 9e \| Sissy van Alebeek \| Pays-Bas \| Ton Van Bemmelen-Odysis \| + 2 min 34 s \| \| 10e \| Arenda Grimberg \| Pays-Bas \| Ton Van Bemmelen-Odysis \| + 3 min 48 s \| |                   |             |                             |                 |
| |                   |             |                             |                 |
| Source : Cycling Quotient |                   |             |                             |                 |
| Classement général |                   |             |                             |                 |
| Coureur | Coureur           | Pays        | Équipe                      | Temps           |
| 1re | Marianne Vos      | Pays-Bas    | DSB Bank                    | 3 h 10 min 43 s |
| 2e | Regina Bruins     | Pays-Bas    | Ton Van Bemmelen-Odysis     | + 0 s           |
| 3e | Ellen van Dijk    | Pays-Bas    | Vrienden van het Platteland | + 1 min 18 s    |
| 4e | Roxane Knetemann  | Pays-Bas    | AA Drink-Cycling Team       | + 1 min 18 s    |
| 5e | Lizzie Armitstead | Royaume-Uni |                             | + 2 min 16 s    |
| 6e | Trine Schmidt     | Danemark    | Flexpoint                   | + 2 min 16 s    |
| 7e | Liesbet De Vocht  | Belgique    | Lotto-Belisol Ladiesteam    | + 2 min 16 s    |
| 8e | Kirsten Wild      | Pays-Bas    | AA Drink-Cycling Team       | + 2 min 19 s    |
| 9e | Sissy van Alebeek | Pays-Bas    | Ton Van Bemmelen-Odysis     | + 2 min 34 s    |
| 10e | Arenda Grimberg   | Pays-Bas    | Ton Van Bemmelen-Odysis     | + 3 min 48 s    |

### Points UCI
| Position           | 1er | 2e | 3e | 4e | 5e | 6e | 7e | 8e | 9e | 10e |
| Classement général | 40  | 30 | 16 | 12 | 10 | 8  | 6  | 3  | 2  | 1   |